# E-sport

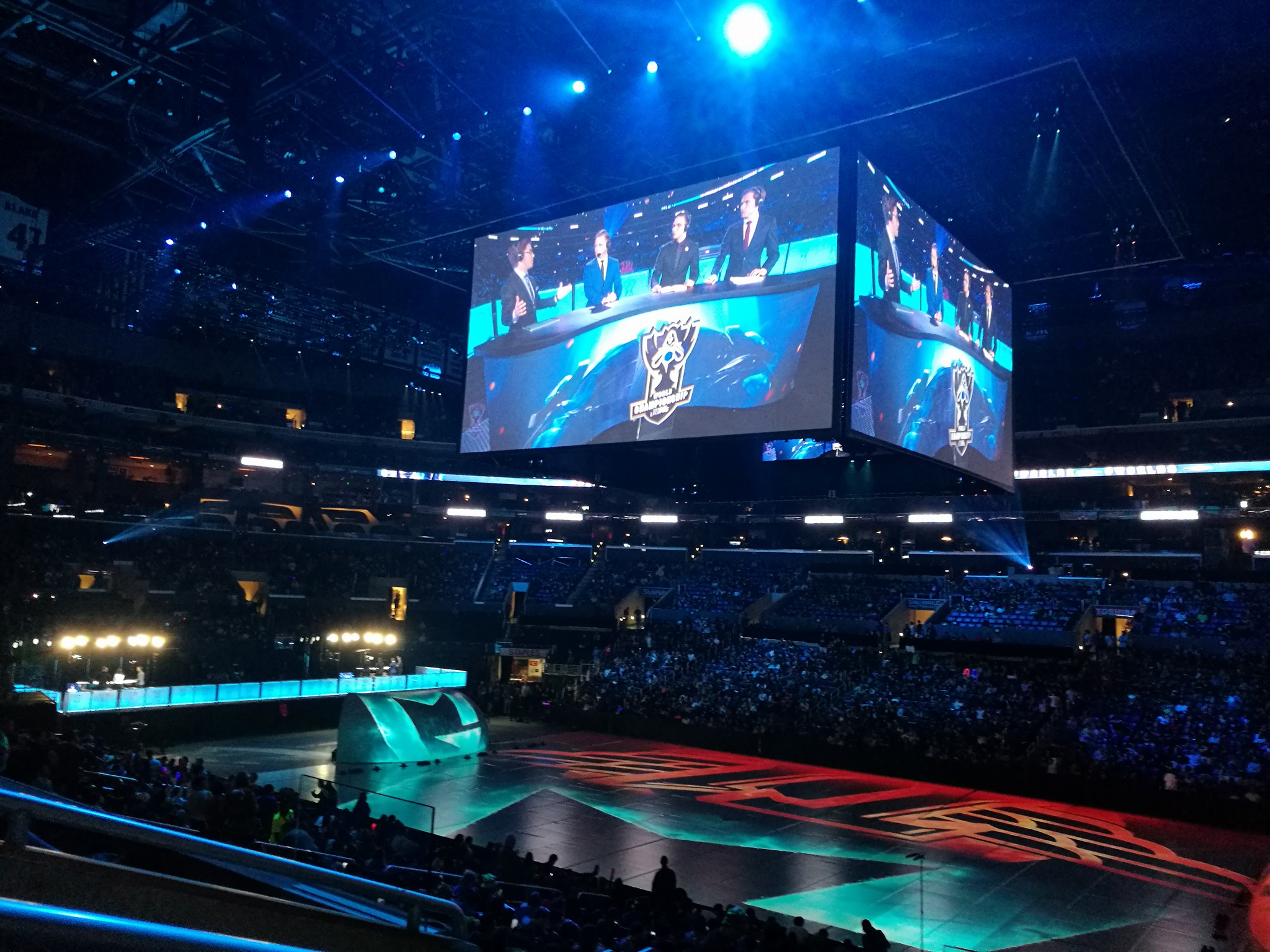
Riot Games arrangerar varje år ett världsmästerskap i sitt spel League of Legends. Denna bild är tagen från finalen av League of Legends World Championship 2016.

E-sport (elektronisk sport), cybersport eller datorsport är ett samlingsbegrepp för tävlingar som utförs på datorer eller spelkonsoler, där de tävlande spelar olika sorters datorspel mot varandra. E-sport tar oftast form i organiserade tävlingar där datorspel spelas via internet, lokala nätverk, LAN-partyn eller med spelare som samsas vid samma konsol. Begreppet myntades i Sydkorea i slutet av 1990-talet med spelet Starcraft. Under senare tid har deltagandet och tittandet av e-sport ökat dramatiskt, främst när det kommer till turneringar som direktsänds på olika streaming-sidor där bland annat Twitch och Youtube ingår. I början av 2010-talet blev e-sport betydelsefullt för spelindustrin då spelutvecklare kunde aktivt designa och stå för kostnaden för turneringar och andra evenemang.
De vanligaste spelgenrer som associeras med e-sport är multiplayer online battle arena (MOBA), förstapersonsskjutare (FPS), fighting, racing, samlarkortspel, battle royale och realtidsstrategi (RTS). Populära spel inom e-sport är League of Legends, Dota 2, Counter-Strike: Global Offensive, Overwatch, Super Smash Bros. och Rocket League. Det arrangeras många olika turneringar som exempelvis League of Legends World Championship (Worlds), Dota 2 - The International (TI) och Intel Extreme Masters som arrangeras av ESL.
I slutet av 2010-talet var det uppskattat att e-sport skulle växa upp mot närmare 450 miljoner tittare, med en ökning av intäkter på över 1 miljard kronor. Den ökande tillgängligheten av streamingtjänster som Twitch och Youtube har blivit centrala till e-sportens tillväxt. Trots att tittarbasen består av i stora drag av 85 % män och 15 % kvinnor, med en majoritet av tittarna i åldrarna 18 till 34, har kvinnor också deltagit i turneringar för proffsspelare. Populariteten och erkännandet av e-sport tog först plats i Asien, främst i Kina och Sydkorea, där det sistnämnda har haft erkända professionella spelare sedan början av 2000-talet. Utanför Asien är e-sport också populärt i Europa och Amerika, där både regionala och internationella turneringar tar plats.

## Historia

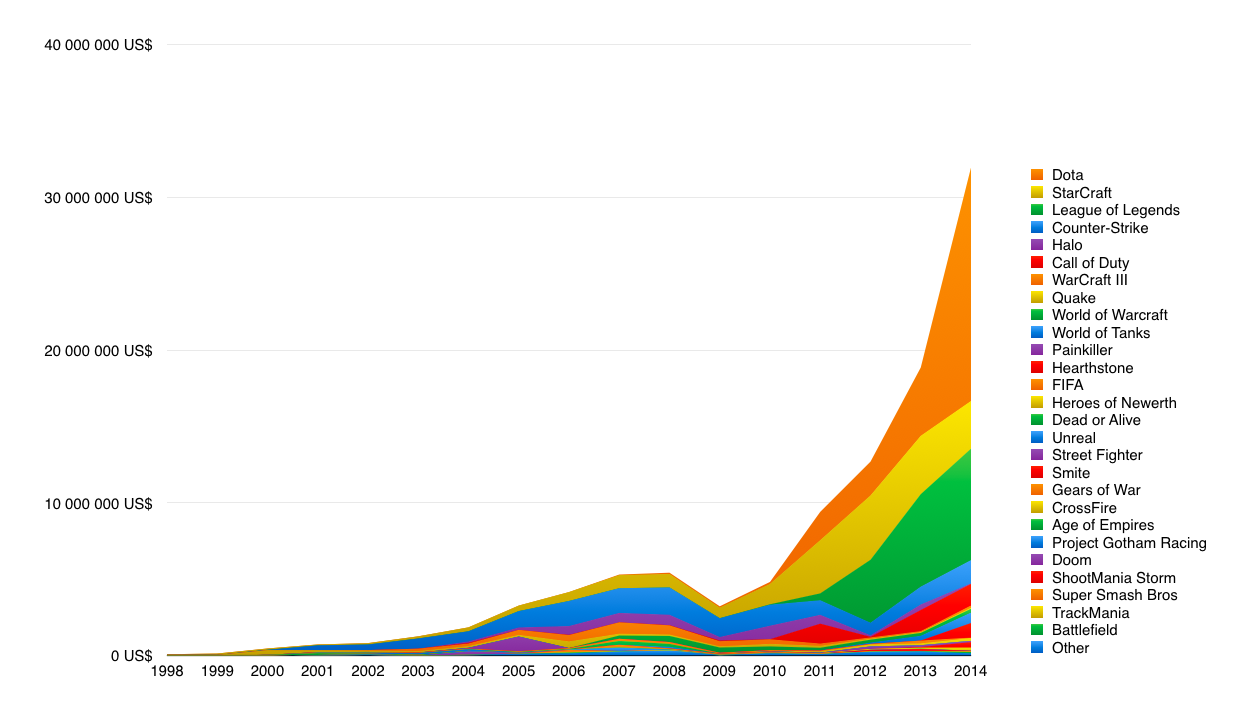
Prissummor för e-sportturneringar, 1998–2014.

### Tidig historia (1972–1989)
Den tidigaste kända spelturneringen tog plats den 19 oktober 1972 vid Stanford University i spelet Spacewar! Stanford studenter bjöds in till ett evenemang som döptes till "Intergalactic spacewar olympics" där vinsten var ett års prenumeration till musiktidningen Rolling Stone. Vinnaren av turneringen i spelläget alla-mot-alla var Bruce Baumgart och vinnarlaget i tävlingen med olika lag bestod av Tovar och Robert E.
Guldåldern av datorspel inleds av det japanska spelutvecklarföretaget Taito som släppte spelet Space Invaders 1978 som populariserade "high score" systemet för alla spelare. Många andra spel tog efter och började även logga poäng där spelarna kunde tävla om vem som kunde samla på sig högst poäng. Space Invaders Championship arrangerades av Atari 1980 och var den största spelturneringen någonsin under sin tid med över 10 000 deltagare från hela USA.
TV-sänd e-sport sändes i USA på programmet Starcade som sändes mellan 1982 och 1984, totalt sändes 133 avsnitt där deltagarna försökte slå varandras rekord på ett arkadspel. En spelturnering var inkluderat i TV-serien That's Incredible! och i filmen Tron.
Netrek från 1988 var ett populärt spel som fanns på internet där upp till 16 spelare kunde spela mot varandra samtidigt. Netrek var det tredje spelet att spelas på internet. Wired Magazine beskriver redan 1993 att Netrek var det första spelet att spelas online.

### Framväxten av onlinespel (1990–1999)
Fightingspelet Street Fighter II populariserade konceptet av ett turneringsformat där två spelare möter varandra. Tidigare var spel beroende av ett high score-system för att mäta vem som var den bästa spelaren, men detta förändrades med Street Fighter II. Spelare mötte varandra direkt för att se vem som kunde vinna i ett spelläge som idag kallas för en-mot-en eller head-to-head. Populariteten av fightinggenren med spel som Street Fighter och Marvel vs. Capcom: Clash of Super Heroes på 1990-talet ledde till grundandet av internationella Evolution Championship Series (EVO) som e-sport turnering 1996.
Stora e-sportturneringar på 1990-talet inkluderar Nintendo World Championships 1990 som hölls i hela USA, finalen spelades vid Universal Studios Hollywood i Kalifornien. Nintendo arrangerade ett andra världsmästerskap 1994 för Super Nintendo Entertainment System som kallas för Nintendo PowerFest '94. 132 finalister deltog och spelade i finalerna i San Diego, Kalifornien. Mike Larossi tog hem förstapris. Blockbuster arrangerade också ett världsmästerskap i datorspel där deltagare från USA, Kanada, Storbritannien, Australien och Chile fick lov att tävla. När Doom släpptes till PC blev de 1993 blev det en succé och det blev populärt att spela mot varandra. Ett år senare släpptes Doom II, och Microsoft ordnade en turnering där spelarna träffades i Richmond, Virginia. Vinnare blev Dennis Fong, världens första pro-gamer. Han kom även att vinna Quake-turneringen 1997 där en Ferrari 308 var förstapris.
Under 1990-talet blev speltävlingar mer populära och många TV-serier i bland annat Storbritannien och Australien lät deltagare tävla om vem som var bäst i olika datorspel.
Internet blev mer tillgängligt och många spel gynnades av att fler kunde spela hemifrån. Turneringar som arrangerades i slutet av 1990-talet var Cyberathlete Professional League (CPL), Quakecon och Professional Gamers League (PGL) som sponsrades av AMD. Datorspel som spelades på CPL var Counter-Strike, Quake och Warcraft.

### Globala turneringar (2000–)
E-sporten i sin nuvarande form föddes 1997 i Sydkorea som en följd av en massiv bredbandsexpansion i kombination med den asiatiska finanskrisen. I samband med finanskrisen blev många arbetslösa och behövde sysselsätta sig, internetcaféerna ökade i antal och som en följd av detta började e-sporten att växa. År 2000 fick Sydkorea ett eget e-sportförbund, som lyder under kultur- och idrottsdepartementet. Framför allt var det spelen Starcraft och Warcraft som kom att driva på utvecklingen av e-sport i Sydkorea.
I april 2006 formades G7 teams av sju framträdande Counter-Strike lag. Målet med organisationen var att öka stabiliteten av e-sportsvärlden, främst genom att standardisera spelarbyten och arbetet med olika ligor och organisationer. Lagen som grundade G7 var 4Kings, Fnatic, Made in Brazil, Mousesports, Ninjas in Pyjamas, SK Gaming och Team 3D. Organisationen lades ner 2009.
I början på 2000-talet blev det vanligare att e-sport sändes på television. Först etablerades livesänd e-sport i Sydkorea med turneringar i spelen Starcraft och Warcraft III: Reign of Chaos. Sydkorea fick två TV-kanaler som sände e-sport dygnet runt, Ongamenet och MBCGame. I andra delar av världen var e-sport fortfarande sporadiskt och sändes inte ofta på television. I Tyskland sände GIGA Television e-sport fram till 2009 innan kanalen släcktes ner. I Storbritannien sändes e-sport på kanalen XLEAGUE.TV mellan 2007 och 2009. ESL försökte sig på en betald TV-tjänst som döptes till GIGA II från juni 2006 till hösten 2007. I Frankrike sändes e-sport på kanalen Game One. I USA sändes e-sport på ESPN där bland annat turneringar i Madden NFL-spelserien sändes på ett program som kallades för Madden Nation. DirecTV sändes Championship Gaming Series i två säsonger från 2007 till 2008. CBS sände förinspelat material från 2007 års upplaga av World Series of Video Games som arrangerades i Kentucky, USA.
Under 2010-talet växte e-sporten omfattande, både tittarsiffrorna och prispotterna ökade. Från år 2000 till 2010 ökade antalet turneringar från 10 till 260. Många framgångsrika turneringar organiserades under denna perioden, bland annat World Cyber Games, Intel Extreme Masters och Major League Gaming. I Sverige arrangerades spelturneringar på Dreamhack i Jönköping som idag ett av världens största LAN-partyn där turneringar i bland annat Counter-Strike: Global Offensive arrangeras.
Populariteten och framväxten av online streamingtjänster har hjälpt e-sporten växa under den tidsperioden och är idag det mest populära sättet att titta på e-sport. Twitch, en online streamingtjänst som lanserades 2011, är en plattform där professionella spelare, turneringar och vem som helst kan livesända sig själv när man spelar datorspel. 2013 uppskattades det att tittare på plattformen hade tittat på totalt 12 miljarder minuter av video på streamingtjänsten där de två populäraste kanalerna sände League of Legends och Dota 2.  Under en dag vid sändningen av The International mätte Twitch 4,5 miljoner unika tittare, där varje tittare uppskattades titta i snitt två timmar.
Fysiskt tittande på e-sport har ökat likt tittande online. Biljetterna sålde slut till finalen i League of Legends World Championship 2013 som arrangerades i Staples Center. League of Legends World Championship 2014 i Seoul, Sydkorea, hade över 40 000 fans som tittade på finalen. Även Imagine Dragons spelade under inlednings- och avslutningsceremonin.
Den första e-sportarenan invigdes i Santa Ana, Kalifornien som USA:s första dedikerade e-sportanläggning.

## Populära spel
Många spel designas av spelutvecklarna för att upplevelsen ska vara så bra som möjlig för spelaren, medan andra framgångsrika spel inom e-sporten har designats med fokus på att spelas professionellt redan från början. Utvecklarna kan välja att lägga till dedikerade funktioner som är riktade mot e-sport. Spel som StarCraft II, League of Legends, Dota 2 och Counter-Strike: Global Offensive har designats med idén om att spelet ska stödja turneringsformat inom e-sport.
Många spel har varit populära bland professionella spelare, i mitten av 1990-talet var populariteten av fightingspel och förstapersonsskjutare det som växte till sig en följarbas. I början av 2000-talet växte realtidsstrategispel fram eftersom spelen i den genren blev populära i sydkoreanska internetkaféer. Tävlingar arrangeras i många olika spel, några av de populäraste spelen som det arrangeras tävlingar i under 2020-talet är Counter-Strike: Global Offensive, Call of Duty, League of Legends, Dota 2, Smite, Rocket League, Hearthstone, Super Smash Bros. och Overwatch. Hearthstone har populariserat samlarkortspelskategorin sedan spelet släpptes 2014.

## Kvinnor inom E-sport
Genusdebatten inom E-sport berör frågor om könsrepresentation och jämställdhet, med ett fokus på en upplevd mansdominans och begränsade möjligheter för kvinnor att delta. Vissa argumenterar att denna ojämlika representation är en produkt av fysiska skillnader mellan könen, vilket resulterar i en tendens att föredra män vid rekrytering till lag, trots att E-sport inte kräver samma fysiska kapacitet som vissa traditionella sporter. I damspecifika turneringar har det rapporterats om betydligt mindre prispengar än i motsvarande herrturneringar, vilket kan påverka kvinnors vilja att sträva efter en karriär inom E-sport på en professionell nivå.
Det har även noterats incidenter av trakasserier mot kvinnor inom E-sport. En av de få öppet transsexuella E-sport-spelarna, Maria "Remilia" Creveling, har exempelvis rapporterat om omfattande mobbning [36]. En annan framträdande kvinnlig spelare, Rumay "Hafu" Wang, har också delat med sig av erfarenheter av sexistiska kommentarer.

## Ligor och turneringar

### ESL

#### Intel Extreme Masters (IEM)
Intel Extreme Masters första säsong spelades 2006/2007. Den totala prissumma var på 400 000 dollar 2011. Den sjätte säsongen 2012 innehöll spelen Counter-Strike, Starcraft II: Wings of Liberty och League of Legends och en prissumma på 635 000 dollar.
Den senaste turneringen var IEM Season XIV som arrangerades mellan den 24 februari till den 1 mars 2020. Vinnarlaget var Natus Vincere som tog hem 250 000 dollar.

#### ESL Pro League
ESL Pro League spelades för första gången 2015 som en onlineturnering. Den senaste turneringen var ESL Pro League säsong 10 som hölls i december 2019. Det var menat att ESL Pro League säsong 11 skulle hållas som ett LAN-event i Malta men avbröts på grund av Coronaviruspandemin 2019–2021.

#### ESL One
ESL One är en av de större turneringarna som ESL tillhandahåller. ESL har arrangerat flest ONE-turneringar i Köln, under namnet ESL One: Cologne. Tidigare har de även arrangerat turneringar i bland annat Katowice, Birmingham, Hamburg och Los Angeles.

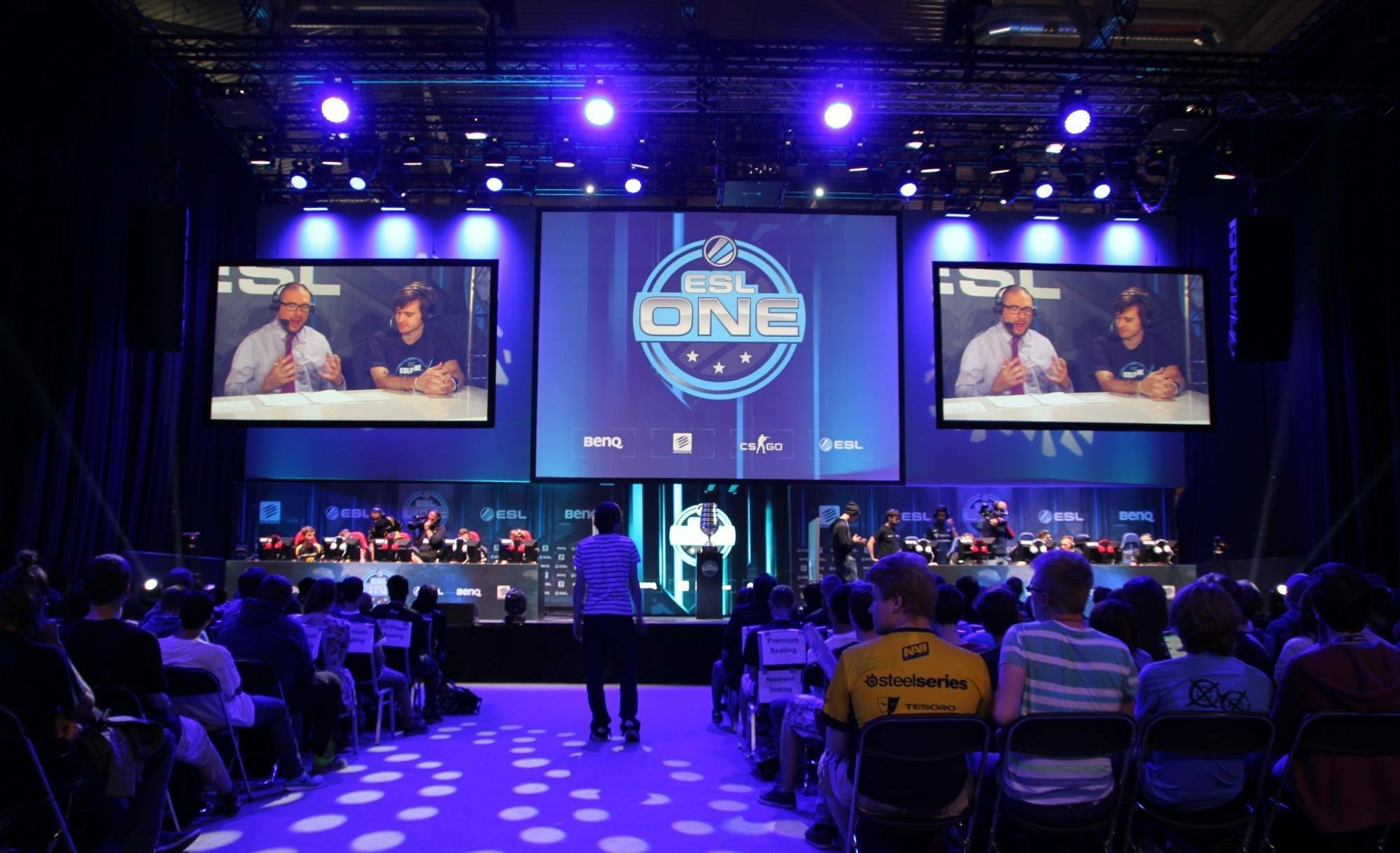
ESL One Cologne 2014

### Dreamhack
Svenska DreamHack arrangerar e-sportturneringar runt om i hela världen under formatet Dreamhack Open samt DreamHack Masters.

### World Cyber Games
Första turneringen spelades 2000 i Seoul och tog en längre paus efter turneringen i Kunshan 2013. WCG kom tillbaka med en ny turnering i Xi'an 2019 och planerar att fortsätta arrangera turneringar framöver. 
WCG var den första stora globala e-sportturneringen och kallades för "esportens OS". Evenemanget backades upp av Samsung och Microsoft.

### The International
The International är en årlig turnering i Dota 2, känd för sin höga prissumma. Prissumman under The International 2019 slutade på 34,3 miljoner dollar, vilket motsvarar 343 miljoner svenska kronor. Det är för närvarande den högsta prissumman någonsin inom e-sport.

### Major League Gaming
Major League Gaming är en Nordamerikansk liga som startades 2002. Turneringarna äger rum i USA och Kanada och de flesta deltagare kommer från dessa länder.

### Nedlagda turneringar

#### Cyberathlete Professional League
Tidigare anordnade Cyberathlete Professional League (CPL) världsmästerskapen i dataspel med mycket stora prissummor och prestige. Idag är CPL nedlagt, men nya turneringar har tagit dess plats. Turneringen pågick mellan 1997 och 2008. Bland de största vinnarna genom tiderna i världsmästerskapen anordnade av CPL finns svenska "Core" i QuakeWorld, med en silvermedalj från turneringen 2001 i Dallas, Texas.

#### Electronic Sports World Cup
I Frankrike spelades Electronic Sports World Cup. Kvalificering sker genom nationella kvalificeringsturneringar. Första turneringen spelades 2000 och sista 2018

#### Fragbite Masters
Fragbite Masters arrangerades av Nyheter24-Gruppen och Fragbite. Turneringen var en av Skandinaviens största onlineturneringar. Den femte säsongen hölls 2015 i spelet Counter-Strike: Global Offensive och samma år hölls den fjärde säsongen i spelet Starcraft II: Heart of the Swarm med en sammanlagd prissumma på närmare 700 000 SEK. 